# Калінова (Нижньосілезьке воєводство)
Калінова (пол. Kalinowa) — село в Польщі, у гміні Вйонзув Стшелінського повіту Нижньосілезького воєводства.
Населення — 147 осіб (2011).
У 1975-1998 роках село належало до Вроцлавського воєводства.

## Демографія
Демографічна структура станом на 31 березня 2011 року:
|          | Загалом | Допрацездатний вік | Працездатний вік | Постпрацездатний вік |
| -------- | ------- | ------------------ | ---------------- | -------------------- |
| Чоловіки | 79      | 15                 | 56               | 8                    |
| Жінки    | 68      | 15                 | 38               | 15                   |
| Разом    | 147     | 30                 | 94               | 23                   |